# Oedipoda caerulescens
Oedipoda caerulescens (Linnaeus, 1758) è un insetto ortottero della famiglia Acrididae.

## Descrizione

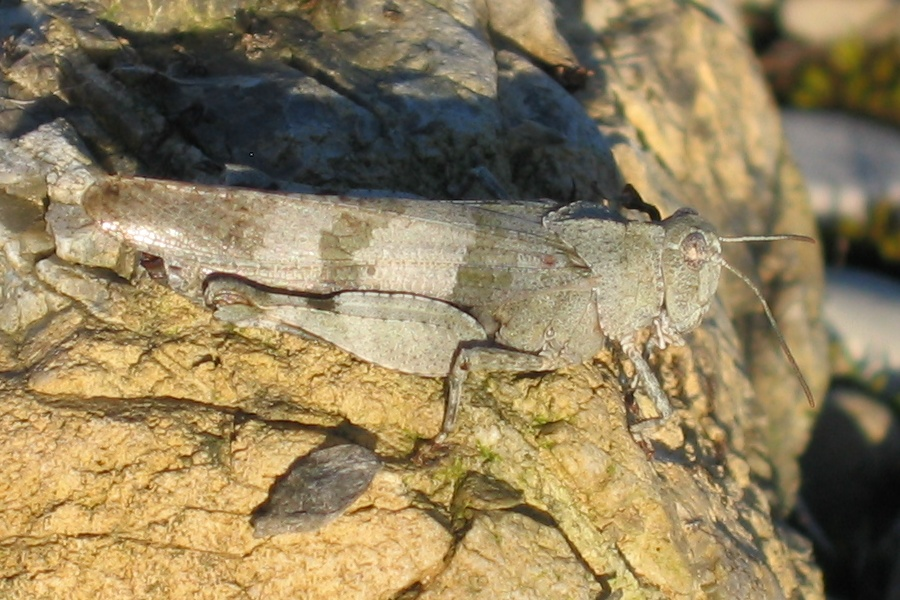

Questa cavalletta misura approssimativamente tra 1,5 e 2,8 cm. Presenta una livrea di colore dall'ocra al grigio, altamente mimetica, con tegmine con tre bande trasversali scure molto evidenti. Le ali posteriori sono di colore azzurro brillante.

## Biologia
Il periodo riproduttivo corrisponde con la stagione estiva. La deposizione delle uova avviene sul terreno e le ninfe escono nella primavera successiva mutandosi in adulti. Si alimentano di diversi tipi di erba, e sono quindi fitofagi. In Italia è presente anche un'altra specie comune con le ali posteriori rosse invece che azzurre,  Oedipoda germanica, di dimensioni maggiori.

## Distribuzione e habitat
Questa cavalletta è diffusa nell'Europa meridionale e centrale. Si trova anche in Asia minore e nel Nord Africa.
Si può osservare su terreni aridi e assolati, con vegetazione diradata e sulle pietraie.